# Proudhonismus
Der Ausdruck Proudhonismus bezeichnet eine Strömung sozialer und politischer Anschauungen, die auf den französischen Sozialreformer und Theoretiker Pierre-Joseph Proudhon zurückgehen. Ihr Kern besteht in der fundamentalen Kritik an Monopolen wie dem Eigentum und der Staatsgewalt. Der Proudhonismus hat maßgeblich den Anarchismus mitgeprägt.

## Ausgangspunkte

### Die SchriftWas ist das Eigentum?

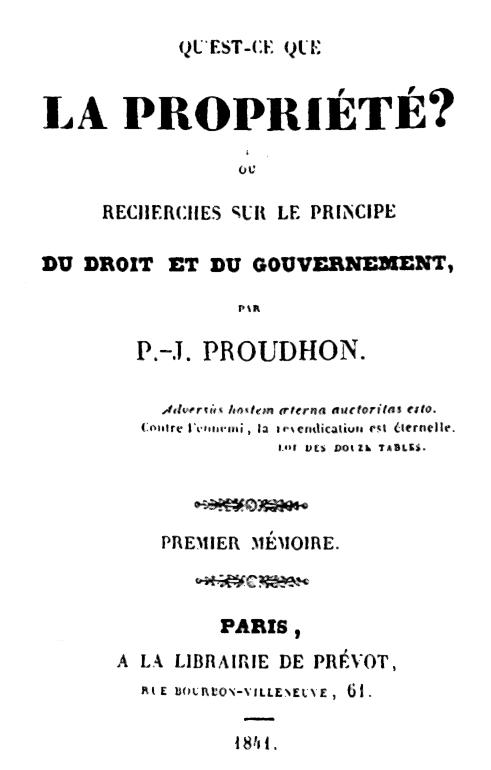
Qu’est-ce que la propriété ?; 1841

Proudhon, der aus einfachen Verhältnissen stammte und selber Arbeiter gewesen war, wurde 1840 durch seine Schrift Qu'est-ce que la propriété? Ou recherches sur le principe du droit et du gouvernement (Was ist das Eigentum? Oder: Untersuchungen über den Grund von Recht und Regierung) bekannt, die er den Arbeitern widmete. Darin steht das berühmte Zitat „Eigentum ist Diebstahl“.
Proudhon erweiterte die schon von anderen Sozialisten ausgesprochene Kritik am Eigentumsmonopol zu einer systematischen Analyse der Ursachen des Eigentums, seiner Existenzberechtigung und seiner Zukunft. Er widersprach den herrschenden Lehrmeinungen der bürgerlichen Ökonomen und Rechtswissenschaftler und stellte anhand ihrer Thesen dar, dass die besitzenden Klassen kein Recht auf ihr Eigentum hätten, das in Wirklichkeit den Produzierenden gehöre.
Zwar gelang ihm laut Karl Marx der Versuch nicht, das Geheimnis des Mehrwerts zu entschleiern und über die utopistische Auslegung der Arbeitswerttheorie von David Ricardo hinauszugehen. Indem er jedoch den Blick auf diesen Punkt lenkte, wurde er, Marx zufolge, epochemachend.

### Individualisierung der Produktion
Proudhon kritisierte die Trennung der Produzierenden von den Produktionsmitteln vom kleinbürgerlichen Standpunkt aus und suchte nach einem Weg jenseits von Kapitalismus und Kommunismus, der die individuelle Produktionsweise vor ihrer Vernichtung durch das Kapital retten sollte. Er konnte sich den Kommunismus nicht anders vorstellen als in Gestalt der kasernenmäßigen Verhältnisse in den Manufakturen.
Privateigentum und Kommunismus bedeuteten für ihn einseitige Extreme einerseits des individuellen, andererseits des gesellschaftlichen Prinzips, die er als die beiden Seiten der menschlichen Natur betrachtete. Um beides ins Gleichgewicht zu bringen, wollte Proudhon die Produktionsmittel der Verfügungsgewalt der Kapitalisten und Großgrundbesitzer entziehen und sie der Gesellschaft übertragen. Diese sollte sie den Produzierenden als persönlichen Besitz zur Verfügung stellen, sodass ein jeder mit eigenen Produktionsmitteln arbeiten könne. Besitz war für Proudhon (gemäß juristischem Sprachgebrauch) nicht dasselbe wie Eigentum und nicht verwerflich wie dieses.

## Probleme und Widersprüche

### Gerechtigkeit und Gleichheit
Die ideale Vermittlung von Individuum und Gesellschaft erblickte Proudhon in jener „Gleichheit“ und „Gerechtigkeit“, die sich im unmittelbaren Austausch der Arbeitsprodukte einfacher Warenproduzenten zu ergeben scheint. Nach seiner Vorstellung hatten alle Produzierenden ihre Produkte nur nach dem einfachen Wertgesetz mit der Arbeitsstunde als Werteinheit auszutauschen, um jede Ausbeutung und Unterdrückung aufzuheben, das Recht auf Arbeit zu verwirklichen und allen Mitgliedern der Gesellschaft einen gerechten Anteil am Gesamtprodukt zu sichern, der für alle absolut gleich – nach Proudhons späteren Ansichten hingegen der Leistung entsprechend – ausfallen sollte.
Theoretisch blieb Proudhon nach marxistischer Auffassung noch in den Voraussetzungen der von ihm bekämpften bürgerlichen Ökonomie befangen. Aus den Widersprüchen der kapitalistischen Produktionsweise suchte er das Paradoxon abzuleiten, dass das Eigentum „unmöglich“ sei, da es nicht nur von einer ursprünglichen Gleichheit ausgehen müsse, sondern auch, auf die Spitze getrieben, notwendig wieder in Gleichheit umschlage.

### Mehrwert
So meinte Proudhon, der wie die Ökonomik seiner Zeit die produktive Konsumtion nicht von der individuellen Konsumtion unterschied, der Kapitalismus sei nicht imstande, den Mehrwert zu realisieren, weil der Arbeiter die von ihm geschaffenen Produkte nur bis zur Höhe seines Lohns zurückkaufen könne.
Da Proudhon trotz seines Versuchs, den Mehrwert aus dem gesellschaftlichen Charakter der Produktion abzuleiten, die damalige Auffassung, der Mehrwert entstünde durch den nichtäquivalenten Austausch von Waren und Leistungen, nicht bestritt, suchte er nach einem idealen Austauschverhältnis und beurteilte den Tauschwert der Waren und Leistungen, den er einfach auf den Kostenpreis reduzierte, als eine absolute Bestimmung. Damit verschob sich der Ansatzpunkt der ökonomischen Umgestaltung in die Zirkulationssphäre des Geldes, die später das Feld seiner Reformprojekte wurde.

### Einfache Warenproduktion
Die Auffassung von der einfachen Warenproduktion, die Proudhon 1840 lediglich im Anhang zu seiner Kritik am Eigentum begonnen hatte, erhob er 1846 in seinem Système des contradictions économiques ou Philosophie de la misère (System der ökonomischen Widersprüche oder Philosophie des Elends) zu einer selbstständigen Theorie, die er nicht nur der bürgerlichen Ökonomie, sondern gleichermaßen den kommunistischen wie den anderen sozialistischen Lehren entgegenstellte.
Proudhon glaubte, um die Widersprüche der kapitalistischen Produktionsweise und damit das Elend der Arbeitenden zu überwinden, brauche man in den bestehenden ökonomischen Verhältnissen, die er wie ewig gültige Kategorien betrachtete, nur die negativen Seiten zu entfernen. Er war nicht der Auffassung, dass sie zwangsläufig aus den positiven Entwicklungen im Kapitalismus folgen, dass also auch das kapitalistische Wertgesetz nur die logische und historische Konsequenz des einfachen Wertgesetzes sei.

#### Kritik von Karl Marx
Karl Marx kritisierte in seiner Schrift Das Elend der Philosophie (1847) als Antwort auf Proudhon das „abstrakt-antinomische Kategorienschema“ und die Vermittlungsmethode Proudhons Punkt für Punkt und warf seinem Bestreben den „kleinbürgerlichen Utopismus“ vor, das einfache Wertgesetz als ökonomische Grundlage der Gesellschaft zu behandeln und nicht zu verstehen, „dass dieses egalitäre Verhältnis, dieses Verbesserungsideal, welches er in die Welt einführen will, selbst nichts ist als der Reflex der gegenwärtigen Welt und dass es infolgedessen total unmöglich ist, die Gesellschaft auf der Basis rekonstituieren zu wollen, die selbst nur der verschönerte Schatten dieser Gesellschaft ist“.

## Reformvorschläge

### Der zinslose Kredit als Startbedingung
Da Proudhon die Quelle der Ausbeutung der Arbeitskraft nicht im Arbeitsprozess selbst, sondern letztlich in der Zirkulationssphäre der Waren und Leistungen vermutete, hielt er bald nur noch den Kapitalzins, eine besondere Form des Kapitalprofits, für den eigentlichen Grund und speziell das Geldkapital, vertreten durch die Finanziers und Bankiers, für die eigentliche Form der Ausbeutung. Daher verfiel Proudhon, um sein Reformprogramm zu verwirklichen, auf die Idee, allen Arbeitern zinslosen Kredit für den Erwerb eigener Produktionsmittel zu verschaffen.
Eine derartige Reform, so meinte Proudhon, würde die kapitalistische Gesellschaft auf friedlichem Wege in eine Ordnung der Gleichheit und Gerechtigkeit umwandeln, indem sie jedem die Mittel gebe, ein unabhängiger Arbeitender, das heißt kleiner Warenproduzent zu werden. Unter diesem Aspekt bezog er nunmehr auch die Genossenschaftsbewegung in seine Pläne ein. 1849 stellte Proudhon den praktischen Versuch auf, eine Volksbank auf Kleinstaktien zu fünf Francs ins Leben zu rufen, den Arbeiterproduktionsgenossenschaften den nötigen Kredit zu gewähren und darüber hinaus den geldlosen Austausch zum Arbeitszeitwert zu organisieren.

### Auflösung des Staates
Beim Heranreifen der Februarrevolution 1848 entwickelte Proudhon zugleich seine Ideen von der Abschaffung des Staates. Er, der den Staat ebenso abstrakt betrachtete wie die ökonomischen Verhältnisse, erblickte in ihm das Hauptinstrument der Klassenauseinandersetzungen und sozialen Unterdrückung und das Haupthindernis, das der Aufhebung des Eigentummonopols im Wege stehe.
Der bisherigen historischen Entwicklung entnahm er, dass die Staatsgewalt im Laufe der Menschheitsgeschichte ständig abgenommen habe und ihrem Ende entgegengehe. Die Märzrevolution, die er nicht erwartet hatte, hielt er für den Beginn der Auflösungsphase und den Staatsstreich von Napoléon III., der ihn gleichfalls überraschte, für einen weiteren Schritt in jener Richtung. Diese Auffassungen entwickelte Proudhon besonders in seinen zeitgenössischen Studien Confessions d'un révolutionnaire (Bekenntnisse eines Revolutionärs) von 1849, und La révolution sociale demontrée par le coup d'état du 2 décembre 1851 (Die soziale Revolution, erwiesen durch den Staatsstreich vom 2. Dezember 1851) von 1852.

### Ökonomische statt politische Reformen
Den organisierten Klassenkampf, vor allen den politischen, lehnte er als schädlich ab, da er die Fronten nur verhärte und den Schrumpfungsprozess der politischen Gewalt hemme. Er hoffte, mit seiner ökonomischen Reform des Kredits, für die er auch die mittlere Bourgeoisie gewinnen wollte, den Staat gleichsam unterlaufen und ausschalten zu können.

## Proudhons Weltbild und Gesellschaftsideal

### Anarchismus
Der Anarchismus, den Proudhon als Gesellschaftsideal propagierte und damit als politischen Terminus für die Abschaffung aller politischen Autorität und zentralen Leitung der Gesellschaft einführte, unterschied sich grundlegend von der kommunistischen Auffassung, dass in einer klassenlosen Gesellschaft die Selbstverwaltung der assoziierten Produzenten an die Stelle des Staates trete.

### Mutualismus
Proudhon wandte sich nicht nur gegen die trügerischen Erwartungen, die der Sozialist Louis Blanc gegenüber einer demokratischen Republik als Organisator der sozialistischen Assoziation hegte, sondern auch das vom Arbeiterkommunismus vertretene Prinzip des demokratischen Zentralismus.
Seinem Freiheitsideal entsprechend, propagierte Proudhon den Mutualismus, wie er sein System ökonomischer Beziehungen in Anknüpfung an jene freiwillige Gegenseitigkeit solidarischer Pflichten nannte, die die französischen Arbeiter bei ihren ersten Abwehrkämpfen gegen die Kapitalbestrebungen eingegangen waren. Allein auf der Grundlage einer freiwilligen Vereinbarung der gegenseitigen Dienste ließ Proudhon überhaupt gesellschaftliche Bindungen und speziell den genossenschaftlichen Zusammenschluss der Produzenten zu.
Einer straffen Assoziation hingegen, wie sie ein moderner Großbetrieb erfordert, räumte er nur widerwillig ein unvermeidliches Mindestmaß ein (zum Beispiel im Verkehrswesen). Um dem offenkundigen Partikularismus der Genossenschaften zu steuern, stimmte er schließlich in seiner Schrift Du principe fédératif (Vom Föderationsprinzip) von 1863 notgedrungen einem föderalistischen Gesellschaftsaufbau zu.

### Philosophische Basis
Proudhon entwickelte seine mutualistischen Grundsätze besonders in seiner Schrift Solution du problème sociale. L'idée générale de la révolution au XIXe siècle (Lösung des sozialen Problems. Der allgemeine Revolutionsbegriff im 19. Jahrhundert) von 1851, in der er sich zugleich für ein Zusammenwirken der Arbeiter mit der mittleren Bourgeoisie einsetzte. In seinem dreibändigen antiklerikalen Werk De la justice dans le révolution et dans l'église (Von der Gerechtigkeit in der Revolution und in der Kirche) von 1865, für das er von Ludwig Feuerbachs Religionskritik beeinflusst wurde, trat Proudhon dem erstarkenden religiösen Sozialismus entgegen, ebenso in seiner nachgelassenen Schrift von 1865, De la capacité politique des classes ouvrières (Von der politischen Befähigung der arbeitenden Klassen).

#### Dialektik des Widerspruchs
In der erstgenannten Schrift gab Proudhon, der sich an dialektische Denkformen bei Immanuel Kant und G.W.F. Hegel anlehnte, auch seiner Weltanschauung einen allgemeinen Ausdruck. Er erklärte den Widerspruch zum Grundgesetz des Weltalls, des Lebens und der Gesellschaft.
Da er jedoch die ökonomischen Kategorien wie die Kantschen Antinomien behandelte und die Dialektik als Methode verstand, zwischen These und Antithese eine Synthese herzustellen, bedeutete ihm der Widerspruch kein echtes Entwicklungsprinzip. Der Widerspruch fungierte als Bewegungsgrund einer Wechselseitigkeit der Erscheinungen, die die Gegensätze (Antagonismen) nicht auflöst, sondern zu ihrer Vermittlung die ausgleichende Gerechtigkeit benötigt und hervorruft. Sonach beruhte Proudhons Denken auf einer Idealisierung bürgerlicher Lebensformen.
Marx urteilte: „Proudhon schöpft erst sein Ideal der Gerechtigkeit, der justice éternelle, aus den der Warenproduktion entsprechenden Rechtsverhältnissen, wodurch, nebenbei bemerkt, auch der für alle Spießbürger so tröstliche Beweis geliefert wird, dass die Form der Warenproduktion ebenso ewig ist wie die Gerechtigkeit. Dann umgekehrt will er die wirkliche Warenproduktion und das ihr entsprechende wirkliche Recht diesem Ideal gemäß ummodeln.“ Die materialistische Geschichtsauffassung von Marx lehnte Proudhon ab.

## Wirkungen
Im Ganzen standen Proudhons sozialreformische Ansichten dem Egalitarismus nahe. Seine Ansichten hatten, nicht zuletzt auch durch die Verfolgungen, denen er ausgesetzt war, bis in die 1850er und 1860er Jahre einen starken Einfluss auf die Arbeiterbewegung der romanischen Länder (Frankreich, Belgien, Spanien und Italien), besonders in der französischen Arbeiterbewegung und ihrer Sektion in der Ersten Internationalen.
Die Erfahrungen der Pariser Kommune widerlegten den Proudhonismus praktisch, sodass sein Einfluss stark abnahm. Wesentliche Theoreme des Proudhonismus übernahmen die verschiedenen Strömungen des Anarchismus, sowohl der Anarchosyndikalismus in der Gewerkschaftsbewegung als auch der theoretische Bakunismus, den Marx verächtlich als „karikierte Form des Proudhonismus“ bezeichnete. Thesen von Proudhon werden immer wieder im Zusammenhang mit der Rolle des Staates, der Kritik der Plutokratie, der antizentralistischen Gesellschaftsstruktur und andere aufgegriffen.
Der Proudhonismus hatte erheblichen Einfluss auf die kulturpolitischen Vorstellungen Richard Wagners.